# Savoie Propre
Pour les articles homonymes, voir Savoie (homonymie).
La Savoie Propre ou Savoie-Propre, pour « proprement dite », est une région naturelle et une région historique de la Savoie. Elle est successivement un pagus bourguignon (pagus Savogensis), un bailliage puis une province administrative (de 1723 à 1860) dans l'organisation territoriale du comté, puis du duché de Savoie.
Ce territoire porte parfois le nom de Savoie Ducale en raison de la présence de Chambéry sur ces terres, capitale du duché de 1295 à 1563, ou encore de Savoie basse.

## Géographie
| \| Chablais Faucigny Genevois Albanais Savoie Propre Bauges Avant-Pays savoyard Combe de Savoie Chautagne Lac du Bourget Lac d'Aiguebelette Maurienne Tarentaise Beaufortain \| La Savoie Propre dans les pays de Savoie. |
| Chablais Faucigny Genevois Albanais Savoie Propre Bauges Avant-Pays savoyard Combe de Savoie Chautagne Lac du Bourget Lac d'Aiguebelette Maurienne Tarentaise Beaufortain                                                 |

La province de Savoie Propre correspond approximativement à l'actuel arrondissement de Chambéry. Ainsi on retrouve le Beaufortain avec Beaufort-sur-Doron, les Bauges avec Le Châtelard, la Combe de Savoie avec Montmélian, le val du Bourget avec Chambéry et Aix, l'Avant-pays savoyard et l'Albanais avec Rumilly (partagée aujourd'hui avec la Haute-Savoie).
Elle est bornée à l'ouest par l'ancien « pagus Bellicensis » (Bugey), à l'est par la Tarentaise, au sud par le Dauphiné et le Viennois, au nord par le « pagus minor albanensis », le pays de l'Albanais et le Genevois.

## Histoire
L'histoire de la Savoie Propre est décrite en grande partie dans les articles connexes de l'Histoire de la Savoie. Cette section ne traite donc que des points spécifiques à cette province.

### Origine bourguignonne de la région

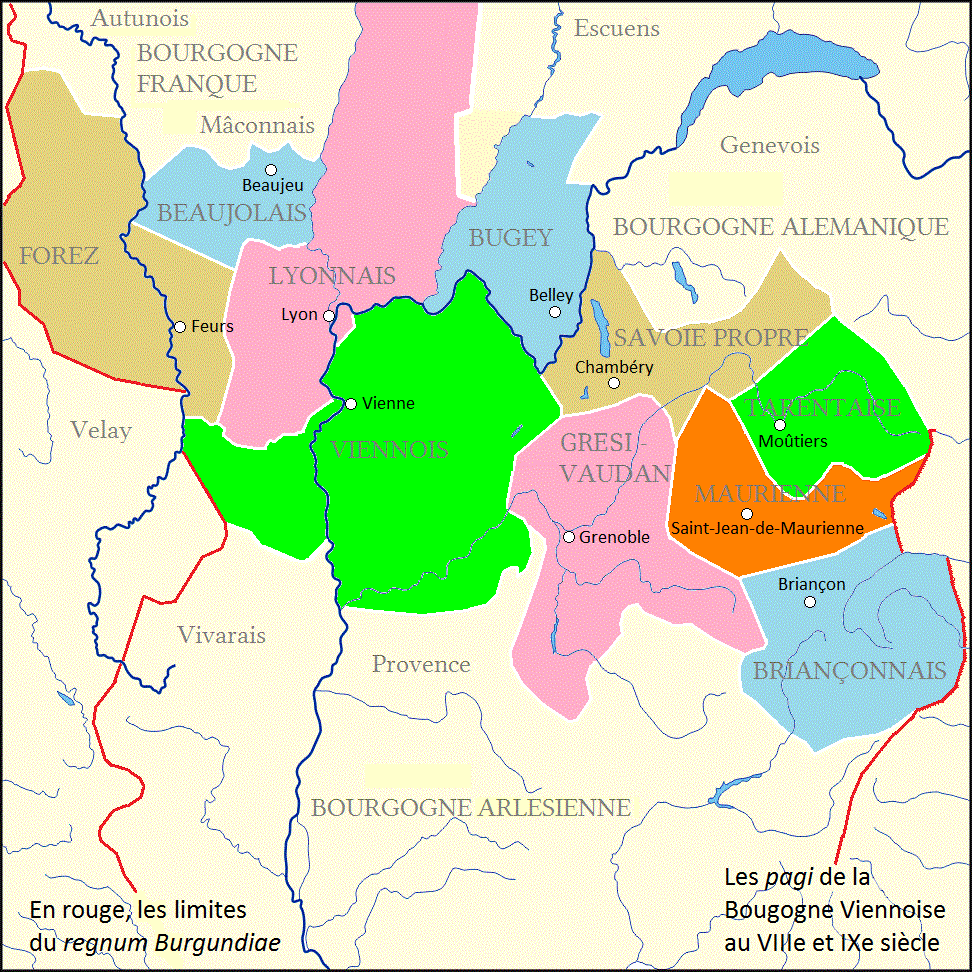
Pagi de la bourgogne viennoise à l'époque carolingienne.

La Savoie propre (le pagus Savogensis) apparait au IXe siècle pour la première fois au cœur du Royaume de Bourgogne dans la province de la bourgogne cisjurane. La Savoie Propre, cœur de l'État humbertien, se confond ensuite avec le comté de Savoie, avant que celui-ci et surtout son titre ne prenne une dimension territoriale dépassant les limites de l'actuelle région.
Six actes le mentionnent entre la fin du Xe siècle et 1036 sous les formes ager Savogensis, pagus Savogensis ou encore comitatus Savogensis,,,. Toutefois, le territoire, non organisé, trouve son origine au VIIIe siècle, où il est mentionné dans le testament du patrice Abbon (en 739) puis dans Divisio regnorum ou Divisio imperii de Charlemagne (en 806). Dans ce dernier document, la vaste Saboia carolingienne se confond avec le pagus plus petit du XIe siècle.
Lothaire II donne les cités de Chavord, de Lémenc et d'Aix à sa femme Ermengarde en 866. Cette donation démontrerait que l'ensemble serait détenu par l'empereur Louis. Ainsi la Savoie Propre antique correspondrait au territoire formé par les mandements d'Aix, de Chambéry, de Montmélian et de La Rochette. Espace secondaire, il n'est pas organisé en comté et ne représente d'ailleurs qu'un décanat (voir ci-après), dépendant de l'évêché de Grenoble, situé dans le Dauphiné voisin. Le pagus Savogensis fait ensuite partie du royaume de Basse-Bourgogne en 855 puis du second royaume de Bourgogne en 933.

### UnÉtatdu comté de Savoie
Mentionné comte en 1003, mais sans autre précision, Humbert semble détenir des droits sur le comté de Savoie (le titre est mentionné pour la première fois qu'en 1143).
Du XIIIe au XIVe siècle, la Savoie Propre est l'un des treize bailliages importants des États de Savoie avec comme chef-lieu Montmélian, qui « se posait là comme la clef des Alpes », (et non Chambéry). En effet, ce bourg possède une forteresse naturelle très vite transformée en citadelle, lui permettant de contrôler la combe de Savoie (débouché naturel de la Tarentaise et de la Maurienne), et au loin les Marches donnant accès au Dauphiné, ainsi qu'un pont sur l'Isère. En 1324, le comté de Savoie est réparti en huit bailliages dont celui de la Savoie, dont fait partie la Savoie Propre, qui comporte 17 châtellenies, sur un total de 77,. Le bailliage de Savoie Propre regroupe, plus tard, quatorze châtellenies.
Le châtelain de Montmélian est d'ailleurs régulièrement le bailli de Savoie. Il est le représentant du comte, c'est celui qui gère le territoire dans les domaines des finances, de la justice mais aussi militaire.

### Une province du duché de Savoie (1723-1860)
Au XVIIIe siècle, Victor-Amédée II de Savoie met en place une nouvelle organisation administrative créant ainsi une intendance générale, reprenant l'ancien duché de Savoie, et cinq intendances de province. Ainsi en 1723, le duché de Savoie est divisée administrativement en 6 provinces et 2 bailliages, dont la Savoie-Propre, le Genevois, le Faucigny, le Chablais, la Maurienne, la Tarentaise, et les bailliages de Ternier et de Gaillard. La province de Savoie Propre réunit 204 paroisses en 1723, et s'agrandit de dix par l'édit du 3 septembre 1749.
À la suite de l'entrée du général Montesquiou, le 22 septembre 1792, la province intègre la République française avec le décret du 27 novembre 1792, sous la dénomination du département du Mont-Blanc. Ainsi sur les sept nouveaux districts créés, celui de Chambéry est divisé en 22 cantons, regroupant 183 communes.
Par la loi du 28 pluviose de l'An VIII (17 février 1800), le département est réorganisé (amputé en partie en 1798 avec la création du département du Léman), la province évolue en arrondissement de Chambéry, avec 15 cantons et 175 communes.
Elle redevient, en 1815, une possession de la maison de Savoie. Par l'édit du 16 décembre 1816 de Victor-Emmanuel rétablit neuf provinces dont celle de Savoie Propre, regroupant 13 mandements et 142 communes.
Malgré quelques évolutions en 1818, 1835, 1837, le découpage provincial demeure jusqu'à l'Annexion de 1860 pour devenir l'arrondissement de Chambéry dans le département de la Savoie, qui associe la province à celles de Tarentaise et de Maurienne.

## Organisation administrative du territoire
Voici une présentation de l'organisation administrative du territoire à différentes époques, notamment lors de l'appartenance au duché de Savoie, de l'occupation française (1792-1814), puis dans le cadre de l'État français à partir de 1860.

### Un bailliage du comté de Savoie
Au cours de la seconde moitié du XIIIe siècle, les châtellenies, plus ou moins autonomes, sont organisées, au sein du comté de Savoie, en bailliage. Le bailliage en Savoie (Bailivia Sabaudie), parfois appelé Savoie Propre, a pour siège le château de Montmélian. Les baillis sont également châtelains de Montmélian, même s'il a pu exister des exceptions au cours des périodes. Il comporte les territoires de la Savoie Propre, ainsi que de la Tarentaise et de la Maurienne.
En 1324, le bailliage est composé de 17 châtellenies, sur un total de 77 dans l'ensemble du comté, avec Chambéry, Le Bourget, Montfalcon, Cusy, Châtelard, Faverges, Entremont, Les Marches, Montmélian, Tournon, Ugine, Conflans, Tarentaise, Maurienne, Aiguebelle, La Rochette, Les Mollettes.
Par la suite, le nombre de châtellenies est abaissé à quatorze, avec Le Bourget ; Chambéry ; Châtelard ; Conflans ; Cusy ; Entremont ; Faverges ; Les Marches ; Montfalcon ; Montmélian ; Les Mollettes ; La Rochette ; Tournon et Ugine.

### Période du duché de Savoie

#### De 1816 à 1837
Dans le cadre d'une nouvelle organisation administrative du duché en 1816, la province de Savoie Propre, dont le chef-lieu est Chambéry, est organisée en treize mandements. Le mandement est le territoire qui correspond à l'ensemble des communes et paroisses appartenant à la châtellenie. La composition de certains mandements est modifiée à nouveau en 1814 :
1. Le mandement de Chambéry.
2. Le mandement d'Aix.
3. Le mandement de Chamoux.
4. Le mandement du Châtelard.
5. Le mandement des Échelles.
6. Le mandement de Montmélian.
7. Le mandement de La Motte-Servolex.
8. Le mandement du Pont-de-Beauvoisin.
9. Le mandement de La Rochette.
10. Le mandement de Rufieux.
11. Le mandement de Saint-Genix.
12. Le mandement de Saint-Pierre-d'Albigny.
13. Le mandement de Yenne.

Chacun de ces mandements est organisé à partir d'un chef-lieu (indiqué en italique) et composé par les communes suivantes (selon l'organisation de 1814) :

##### Mandement de Chambéry

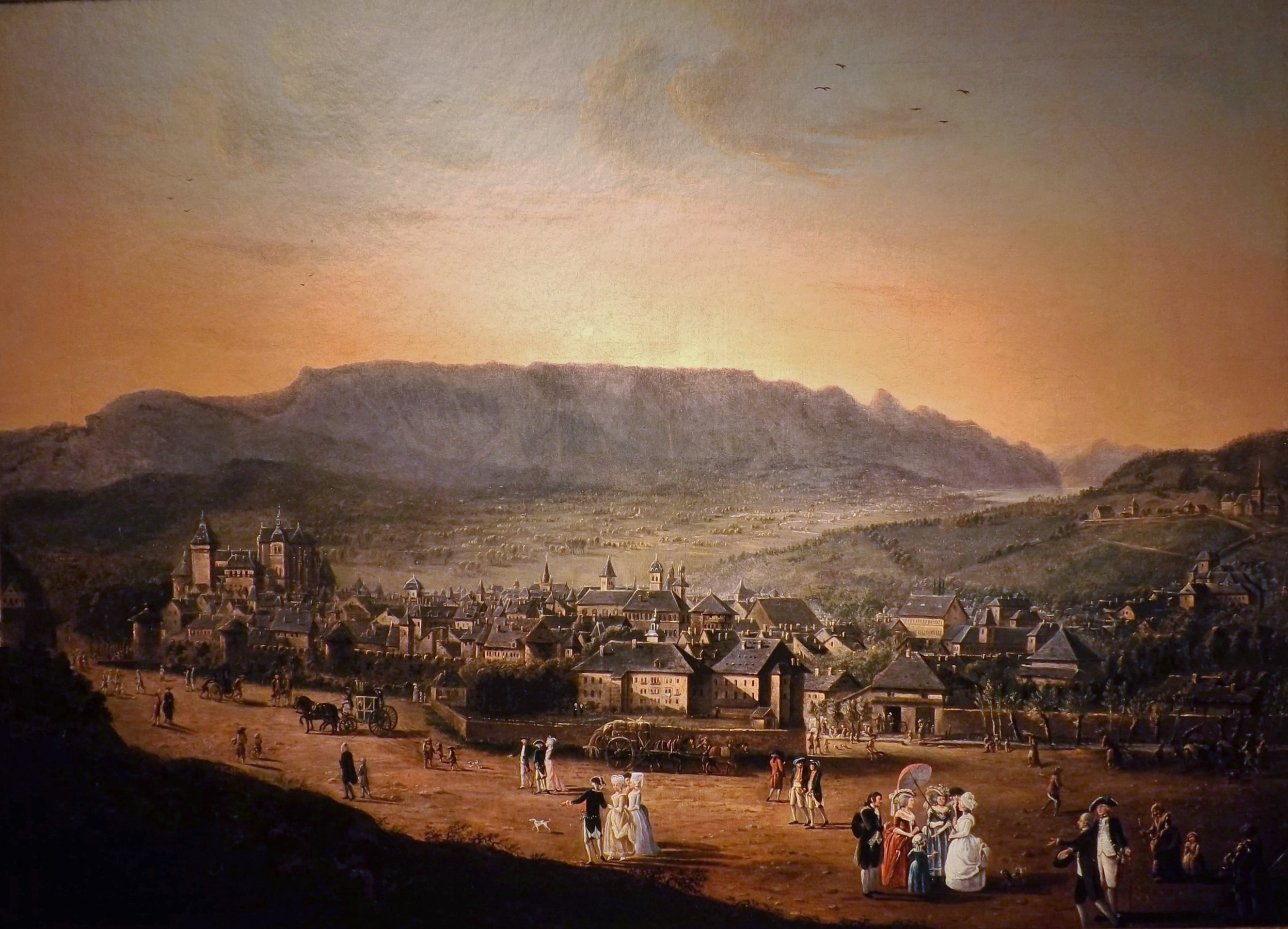
Chambéry vers 1780.

Les communes du mandement sont  :
1. Barberaz
2. Barby
3. Bassens
4. Chambéry
5. Curienne
6. Jacob-Bellecombette
7. La Ravoire
8. Les Déserts
9. Montagnole
10. Puygros
11. Saint-Alban
12. Saint-Baldoph
13. Saint-Cassin
14. Saint-Jean-d'Arvey
15. Saint-Jeoire en Savoie
16. Sonnaz
17. Thoiry
18. Triviers[note 1]
19. Verel-Pragondran

##### Mandement d'Aix
Les communes ou paroisses du mandement sont  :
1. Aix
2. Brison-Saint-Innocent
3. Drumettaz-Clarafond
4. Grésy-sur-Aix
5. Méry
6. Montcel
7. Mouxy
8. Pugny-Chatenod
9. Saint-Offenge-Dessous
10. Saint-Offenge-Dessus
11. Tresserve
12. Trévignin
13. Viviers
14. Voglans

##### Mandement de Chamoux
Les communes ou paroisses du mandement sont :
1. Betton-Bettonet
2. Bourget-en-Huile
3. Chamoux
4. Champ-Laurent
5. Châteauneuf
6. Coise-Saint-Jean-Pied-Gauthier
7. Hauteville
8. Le Pontet
9. Montendry
10. Villard-Léger

##### Mandement du Châtelard
Les communes ou paroisses du mandement sont:
1. Aillon
2. Arith
3. Bellecombe
4. Doucy[note 2]
5. École
6. Jarsy
7. La Compôte
8. La Motte-en-Bauges
9. Le Châtelard
10. Le Noyer
11. Lescheraines
12. Sainte-Reine
13. Saint-François-de-Sales

##### Mandement des Échelles
Les communes ou paroisses du mandement sont :
1. Attignat-Oncin
2. Corbel
3. Entremont-le-Vieux
4. La Bauche
5. Les Échelles
6. Saint-Christophe
7. Saint-Franc
8. Saint-Jean-de-Couz
9. Saint-Pierre-d'Entremont
10. Saint-Pierre-de-Genebroz
11. Saint-Thibaud-de-Couz

##### Mandement de Montmélian
Les communes ou paroisses du mandement sont :
1. Apremont
2. Arbin
3. Chignin
4. Francin
5. La Chavanne
6. Laissaud
7. Les Marches
8. Les Mollettes
9. Montmélian
10. Planaise
11. Sainte-Hélène-du-Lac
12. Saint-Pierre-de-Soucy
13. Villard-d'Héry
14. Villaroux

##### Mandement de La Motte-Servolex
Les communes ou paroisses du mandement sont :
1. Bissy
2. Bourdeau
3. Le Bourget-du-Lac
4. La Chapelle-du-Mont-du-Chat
5. Chambéry-le-Vieux
6. Cognin
7. La Motte-Servolex
8. Saint-Sulpice
9. Vimines

##### Mandement du Pont-de-Beauvoisin
Les communes ou paroisses du mandement sont :
1. Aiguebelette
2. Ayn
3. Belmont-Tramonet
4. Domessin
5. Dullin
6. La Bridoire
7. Lépin
8. Nances
9. La Motte-Servolex
10. Saint-Alban-de-Montbel
11. Saint-Béron
12. Verel-de-Montbel

##### Mandement de La Rochette
Les communes ou paroisses du mandement sont :
1. Arvillard
2. La Chapelle-Blanche
3. La Croix-de-la-Rochette
4. Détrier
5. Étable
6. Presle
7. La Rochette
8. Rotherens
9. La Table
10. La Trinité
11. Le Verneil
12. Villard-Sallet

##### Mandement de Ruffieux
Les communes ou paroisses du mandement sont :
1. Chanaz
2. Chindrieux
3. Conjux
4. Motz
5. Ruffieux
6. Saint-Pierre-de-Curtille
7. Serrières
8. Vions

##### Mandement de Saint-Genix
Les communes ou paroisses du mandement sont :
1. Avressieux
2. Champagneux
3. Gerbaix
4. Gressin-Lepin-et-Molasses
5. Marcieux
6. Novalaise
7. Rochefort
8. Saint-Genix
9. Sainte-Marie-d'Alvey
10. Saint-Maurice-de-Rotherens

##### Mandement de Saint-Pierre-d'Albigny
Les communes ou paroisses du mandement sont :
1. Cruet
2. Fréterive
3. La Thuile
4. Saint-Jean-de-la-Porte
5. Saint-Pierre-d'Albigny

##### Mandement de Yenne
Les communes ou paroisses du mandement sont :
1. Billième
2. Jongieux
3. La Balme
4. La Chapelle-Saint-Martin
5. Loisieux
6. Lucey
7. Mérieux-Trévouet
8. Ontex
9. Saint-Jean-de-Chevelu
10. Saint-Paul en Savoie Propre
11. Saint-Pierre-d'Alvey
12. Traize
13. Verthemex
14. Yenne

#### De 1838 à 1860
Par lettres patentes du 2 septembre 1837, données pour être mies en œuvre le 1er janvier 1838, le roi Charles-Albert détache le mandement de Chamoux de la province de Savoie Propre pour l'agréger à la province de Maurienne, il sépare le mandement d'Albens de la province de Genevois pour l'incorporer à la province de Savoie Propre.

## Héraldique
| Savoie Propre | Le blason de la Savoie Propre correspond à celui de la Savoie et se blasonnent ainsi : De gueules, à la croix d'argent. Il existe une version non-historique, proposée par la mouvance indépendantiste, sur laquelle figure un lion de sable en cœur. | Savoie Propre, vu par la mouvance indépendantiste |